# Trichotosia xanthotricha
Trichotosia xanthotricha är en orkidéart som först beskrevs av Rudolf Schlechter, och fick sitt nu gällande namn av Friedrich Fritz Wilhelm Ludwig Kraenzlin. Trichotosia xanthotricha ingår i släktet Trichotosia och familjen orkidéer. Inga underarter finns listade i Catalogue of Life.